# 賭博覇王伝 零
『賭博覇王伝 零』（とばくはおうでん ゼロ）は、福本伸行による日本の漫画。

## 概要
福本伸行の作風が色濃く出たギャンブル漫画である。ただし、少年漫画誌である「週刊少年マガジン」での連載ということもあり、暴力表現は（他の福本作品に比べれば）やや抑え気味になっている。前作である「無頼伝 涯」が打ち切りになった原因を、ストーリー展開に時間をかけすぎたためと分析した作者の考えから、ひとつのエピソードにかける話数が短くなっている。また、ギャンブルに至っても他の福本作品のギャンブルよりは謎解きの要素が強い。
第一部が「週刊少年マガジン」（講談社）にて、2007年40号から2009年13号まで連載（全８巻）された。第一部の最終話で、決勝戦に進む参加者が乗っていた車を崖から落とすという唐突なトラップで、参加者が全員死亡したと読者に思わせるラストシーンで、「唐突な打ち切り」、「投げっぱなし」と批判を浴びた。第二部は第一部終了時に2009年6月開始と予告されていた（後述）が、予定通りには開始されず長期休載となっていた。2011年7月の33号より「賭博覇王伝 零 ギャン鬼編」として連載が再開され、2013年の26号をもってギャン鬼編は終了した後、再び休載となる。2010年にコンビニコミック版が刊行されている。

## あらすじ
義賊として世間を騒がせた少年・宇海零とその仲間達は、大富豪・在全無量が建設中のギャンブルと遊園地の融合施設「ドリームキングダム」に招かれる。在全が全財産を賭けて参加するギャンブルの代打ち、すなわち「王」を求めているため、零や他の者たちが集められたのだった。賞金1,000億円で振り込め詐欺の被害者全てを救うため、王を目指して園内のギャンブルに挑戦する零だが、そこは肉体を、精神を、生命を賭ける究極のギャンブルばかりだった。

## 登場人物

### 試験参加者
宇海零（うかい ぜろ）
本作の主人公。17歳。端正な容姿が特徴。中学時代は超進学校である開難中学の特進クラスに所属する優等生で、その中の三指に入る秀才だった。（秀才ではあるが、開平法やニュートン法を知らない。）頭脳明晰で運動神経も良い上、窮地でも的確な状況判断が出来る。正義感も非常に強く、仲間3人を自分と一心同体と考えると同時に、直接対決の相手だった標に助け船を出すなど、自分の利益を度外視して誰に対しても優しさを向ける。
自殺系サイトで知り合ったミツルら3人の自殺を強引に阻止し、義賊になろうと持ち掛ける。巧みに振り込め詐欺グループから金を盗み被害者に返すことに成功するも、ミツルら3人をヤクザに攫われてしまう。そして助けに行った場で「在全グループ」の総統、在全と出会い、半ば強制的に命懸けの「王への試験」を受けさせられることとなる。
ドリームキングダムの狂ってすらいるアトラクションの数々を、間一髪なこともありながら次々と突破。在全達にも「王」としての器が認められた。一時期は心が折れそうになり、リタイアしようとするが、標から在全を倒すための計画、命を顧みないその覚悟を聞かされ、自らの力で標と対等に並ぼうと決意し、復帰。紆余曲折あったものの、リングを3つ獲得し、決勝へ進むこととなる。ただし作品内では決勝の様子は描かれておらず、板倉が言うには決勝で一度、標に負けているらしく、零本人は未決着と説明している。

「ギャン鬼編」では末崎と組むことで義賊活動を本格化し、賭け勝負を通した悪党成敗や弱者救済を行なっている。勝負は規模こそ（裏社会での尺度では）小さいが必勝を実現しており、不敗のギャンブラーとして世間に名が知れ渡りつつある。さらに「零ネット」という依頼請負サイトを立ち上げて、一層の活動拡大や、標との再会を目指している。
ドラマ版では27～28才の塾講師という設定に変更されている。
久保ミツル（くぼ みつる）
零の仲間の義賊。最初は自殺を制止した零に反感を持っていたが、義賊として活動することにより、無意味と思っていた自分の人生を変えてくれたことを感謝するようになる。義賊活動を行う内に強い正義感に目覚めたらしく、代打ちとしての賞金1,000億円を手にしたら、振り込め詐欺の被害者全てを救おうと考えていた。しかし入場試験の鉄球サークルで事故が発生し、零をかばって鉄球に激突し、瀕死の重傷を負ってしまう。その後は零達に後を託し、戦線離脱した。植物状態となるが、その治療費は零が支払っている。
ドラマ版では未登場。後藤ミツルという名の人物は登場するが、後述する後藤峰子の弟であるなど、完全に設定が変わったオリジナルキャラクターとなっている。
ユウキ
零の仲間の義賊。眼鏡をかけており、気弱だが温和な性格をしている。当初は私欲に走り、他の参加者同様頂点を目指す素振りを見せていたが、ゲームの過酷さと零の偉大さを体感する内に、零こそが「王」になるべきと確信する。ゲームを続けるうちに、零から「これ以上一緒に行動することは危険である」と忠告を受けたものの、損得勘定抜きで零の行く末を少しでも長く見届け、出来ることなら彼の力になりたいという気持ちから、共闘の続行を決意した。
能力は凡人そのものだが、「ザ・アンカー」にて、零が送った隠しヒントに気づいて問題を解いたり、零へ助け舟を出すなどという活躍を見せており、ある程度の洞察力や機転は持ちあわせている様子。ドロップ・リムジン後の生死や消息は不明。
ドラマ版では佐島ヒロシがこの役を担う。また、末崎さくらの設定だった「父親が外交官であり自身も外交官を目指していた」「国旗をおぼえさせられた」という設定を持っている。尚、「ユウキ」という名前そのものは氷川ユウキが引き継いでいるが、最初から零の仲間ではない・頭脳明晰であり自分以外の命を軽んじる傾向にある等、原作とは異なるキャラクターとなっている。
ヒロシ
零の仲間の義賊。やや小太りで、零の仲間の中では最も私欲が強い様子。力不足により零抜きではまともに生き残れない状態にも関わらず、ユウキ同様に零から別行動するように忠告を受けて、半ば啖呵を切るように零と離別した。後に「失われたリング」の会場前で再会。零にアトラクションの内容を聞かれた際、離別した筈のユウキが零と共闘していた事実を知り不貞腐れ、アトラクションの情報提供を拒んでいたが、零がリングを条件に求めるとリングに目がくらんだヒロシは喜んで情報を提供した。後藤には情報を提供していることが見抜かれていたが、失敗した者からの的外れな情報だということでペナルティは一切なかった。ドロップ・リムジン後の生死や消息は不明。
ドラマ版では真鍋チカラがこの役を担う。「ザ・アンカー」挑戦前に原作同様零と離別するが、零たちの挑戦途中に会場へと舞い戻っており、離脱はしない。
末崎さくら（すえざき さくら）
零たち義賊に一杯喰わされた振り込め詐欺グループの社長であるヤクザ。在全の気紛れで「王への試練」の参加権を与えられた。コメディリリーフ的な役回りが多いが、彼の言動が零たちに閃きのきっかけを与えることも多い本作の狂言回し。
キングダム入場試験に落ちたものの、ミツルの欠員に図々しくも割り込んで突破。また振り込め詐欺を稼業としていたせいか、キングダム内において強力な存在といえる零に共同戦線を契約させたり、その契約を実行出来る複数参加者で協力するアトラクションを前もって見つけ、そのアトラクションで必要とする大勢の参加者をキッチリ集めるなど、悪運やチャンスをかき集めるための行動力や交渉、説得する能力に長けている。
身勝手な言動が目立つが、自分が信頼を寄せた相手には実直かつ、その責任を全力で全うする一面もある。かつては父と同じ外交官になることを目指していたらしく、国旗など基礎的な外国事情には詳しい。
外見に似つかわしくない「さくら」という名前にコンプレックスを抱いているため、滅多なことでは名乗ろうとせず、ザ・アンカーで城山に強要されてようやく答えたことで判明した。
ザ・アンカーで零、ユウキと地獄のような死線を潜り抜けたことから強い絆が芽生えており、その後は三人で行動していた。
ドロップ・リムジンの生き残りの一人。「ギャン鬼編」では零と組み、勝負の仲介や掛け金の用意といったマネージャー的活動をしている。また関西弁主体で話すようになった。
ドラマ版では一部の設定が佐島ヒロシに引き継がれており、「ザ・アンカー」には挑戦していない。高校を一日でドロップアウトした過去があり、数字や記号を見ると蕁麻疹が出る体質という設定である。「迷宮のトライアングル」内で零から図形問題のレクチャーを受け、それ以来、零を「先生」と呼び慕うようになる。
板倉（いたくら）
振り込め詐欺グループの一員で、末崎と共に試験への参加権を手に入れた。慶應義塾大学出のインテリヤクザで、頭が切れる長身の男。末崎の弟分だが、短慮な性格の末崎のことを内心、小馬鹿にしている。実力を持つ者には敬意を払うようで、前述の経歴ながら、年下である零や標の能力を素直に評価している。浅はかな意見は「却下」の一言で突っぱねる。
「魔女の館」の後、決勝進出に必要な残りのリング２個を自力で獲得している。
ドロップ・リムジンの生き残りの１人。「ギャン鬼編」では、零の要請でジュンコとの対決立会人となる。また、零が自分とではなく、自分より手腕の劣る末崎と組んでいることに不満を感じているが、その理由は零と板倉の価値観が一致しないためである。
ドラマ版では末崎さくらの実弟である末崎セイギがこの役を担う。後述する二宮の設定も一部取り込まれている。
標（しるべ）
本名、年齢、ともに不明。まだ年端もいかない少年。銀色の鬼太郎ヘアにやや大きめな瞳、分厚い唇が特徴。常に冷静な姿勢を崩さない。鉄球サークルでは一番にサークルへ踏み込んだり、零が25分以上かかって解いた難問を、零より解くのが不利な状況にもかかわらず、ほんの7～8分で解くなどおそろしく頭が切れる。本人曰く、人や物などの事象の「滅び」を時々、感じることが出来るという。部下によれば、難易度ハードのアトラクションにすら無傷で平然とクリアして戻ってきたという。
彼の只ならぬ頭脳とカリスマ性に惹かれる者も多く、ドリームキングダム内で取り巻きが10人程ついた。彼等は従者同然の振る舞いで、標の守護や団体戦での頭数合わせといったサポートを、ほとんど自主的に行っている。
一見、冷めているような雰囲気だが、その心中には「世界を変えたい」という熱い気持ちを秘めており、そのためには自分の死すら厭わない。零に対して在全をある秘策にかけて倒そうと持ちかけ、後の共闘を約束している。在全のような老人ではなく、零や自分達のような若者こそが時代を引っ張るべきだという考えを持っている。
ドロップ・リムジンでは、開始前に車から降りて生き残った。この時、理由は不明だが「謎の天才」と併記されている。その後、決勝で零に勝利し、最有力の代打ちとなった。「ギャン鬼編」では在全と組み、単なる金銭だけでなく、国家間の利権や資源すら賭けられた超規模のギャンブルに身を投じている。ただし決勝の様子も、在全と組んでギャンブルに身を投じている様子も、作品内で描写されていない。「ギャン鬼編」の最終話で、ハワイに行った零が偶然、標と再会するが、車椅子に座っている状態であった。（なぜ、そのような身体になったのかは説明されていない。）
ドラマ版では黒髪短髪の学生服（夏服）を着た中学生になっている。設定はほぼ原作通りだが、世界を変える方法が「サイバーテロによる革命」と明確になっている。最終的に零に敗れたことで、その後は平穏な生活を送っている。
山口カズヤ（やまぐち かずや）
零の開難中学時代の同級生。その当時から天才肌の零を一方的にライバル視していた。ドリームキングダム内で零と再会した時、既にリングを一つ獲得していた。クォータージャンプの壁役として、零を自分の方（アウトゾーン）に跳ばせ転落死させようとするが、零ののぞき穴の死角を突いた作戦にはまり、失敗して失格となる。
二宮（にのみや）
山口の仲間。クォータージャンプの壁役として、零を自分の方（アウトゾーン）に跳ばせ転落死させようとする。鏡を使って死角も見ていたが、本来、見えるはずのない物まで正確に答えてしまったため、失敗して失格となる。
ドラマ版では末崎セイギがこの役を担う（但し、セイギはカズヤの仲間ではない）。
村上（むらかみ）
魔女の館で末崎に集められたメンバーの一人。零から「危険な愚考」の注意を受けていたにも関わらず、第一の課題で零に異を唱えて勝手に動き、さらに零の方が正しいと証明されても過ちを認めようとしなかったため、メンバー全員を狂騒の渦に巻き込むことになってしまった。
魔女の館のメンバーで決勝進出する人間を決める際、彼もその一人になったようである。

### 主催者側
在全無量（ざいぜん むりょう）
声 - 津嘉山正種（CRフィーバー覇王伝零　王への試練)
在全グループ総統。個人資産だけでも３兆円以上所有している日本一の資産家。通称「金神」。81才で車椅子に座っている。
「王への試験」主催者であり、日本中の血縁者や実力者を参加者として掻き集めていた。零たちの素質を見込み、窮地に立たされていた彼等を救い上げたが、その時、零は警戒心から感謝の意志を示さなかったので、彼を毛嫌いしている。本人にギャンブラーとしての才覚は見られず、自らの資産を運用する代打ちを探していることからもそれがうかがえる。実際にクォータージャンプでは在全の行動をヒントに零は正解を引き当てるなど、在全自身による軽率な言動によって決定的な屈辱や損失を被ることが多い。
365人の愛人を日替わりで可愛がっており、子供や孫がいる。
「カイジ」シリーズの兵藤和尊と同じく極めて凶悪なサディストであり、失格者の負傷、殺害を心底楽しんでいる。
究極的には生まれ持っての「天運」を重視している様子である。
宝条喜十郎とは小学校からの幼馴染で、自身の野望とは馬が合わないこと、惚れていた美津が喜十郎と結ばれ、美津が故人となったことから彼を嫌っている。30歳で資産家になった。
ドラマ版では71歳という設定。原作ほど零への敵対心は見せず、言動も重厚さが強調されている。終盤では発作を起こして危篤状態になったものの、一命を取り留める。
後藤利根雄（ごとう とねお）
在全グループの幹部。58歳。「王への試験」の進行を務める。
「ドリームキングダム」を執り仕切り、参加者に極悪なギャンブルを出題している。しかし理不尽なジャッジを下すことは断じてなく、フェアな一面もうかがえる。
零が万人に一人の逸材であることを認め、監視すると同時に、他の参加者より優遇している。なお、「ドリームキングダム」で決勝戦に進む参加者が乗っていた車を崖から落とすというドロップ・リムジンは、全く聞かされていなかった。登場しているのは第一部のみで、第二部には全く登場していない。
ドラマ版では後藤峰子という若い女性に変更されている。
ジャック
指切りギャンブルで零と対峙した老人。幼少期、顔の右半分に大ケガを負ってしまい、あまりに惨いため、それを半身と髪で隠している。
当のギャンブルに関しては、幾多にも行われた内で一度しか敗北したことがないと言い切り、絶対的な自信を持って零を迎え撃つが、その勝率には深い秘密があった。ドラマ版は未登場。
城山小太郎（しろやま こたろう）
ザ・アンカーのDJ（作中では、パンク系ファッションと見られる服装をしている）。本人は「小太郎・ヒルマウンテンウィリアムス・ハリソンジャガーサタケ・ジェームス城山」が本名であると言うが、免許証には上記の名前が記されている。アメリカかぶれで、零に片親がアメリカ人ではないかと推測されており、母親がアメリカの人間だと言うシーンがある。こげ茶色のパンチパーマにバイオレットの瞳とインパクトの強い顔をしている。
フレンドリーな振る舞いで参加者に接するが、その実態はギャンブルの過程で参加チームの絆が壊れる展開を望み、美談には嫌悪を隠せない醜悪な男。他にもそれとなく大ヒントを与えておいて、死のプレッシャーなどから、それに気付けない者を容赦なく揶揄した上、最終的にはルールすら捻じ曲げようとするなど、とことん歪んだ性格の持ち主。
零や末崎に自身の弱さを指摘され逆上するも、零の策によってアンカーを封じられたため、後藤にゲームを強制的に止められ、零達の暫定クリアという結果を認めずに駄々をこねた。
ドラマ版では高校時代に荷物持ちやパシリなどのひどいいじめを受けており、そのせいで性格が歪んだという設定。別室の峰子と結託していた。敗北後にドリームキングダムから追放された。
黒服
福本伸行作の漫画全般に登場するモブキャラクター。ドリームキングダムの至るところに配置されており、アトラクションの審判や案内などの様々な雑務を行う。茶髪の者など、容姿が一般と異なる黒服も登場した。

### ギャン鬼編
結城京介（ゆうき きょうすけ）
零が早朝ゴルフで対戦することになった学生ゴルフチャンピオン。
人前では好青年だが、内心は他人を見下している。
その実力は本物で、劣悪なコンディションのゴルフ場でかなりの技術を披露するが、ルールの穴や心理的な隙をついた零の戦法に破れる。最後は潔く負けを認め、後のリベンジを誓った。
エリザベス・ジュンコ
零が立ち上げた闇のギャンブル請負サイトに挑戦状を送りつけてきた自称「無敵のポーカークイーン」。
前歯以外の歯は奥歯を含めて全て犬歯になっている怪人物である。
自分に都合の良い理屈しか耳に入らない自信家で、自分が有利になるよう自らが考案、細工した「100枚ポーカー」で、負けた者の全歯（全ての歯のこと）を抜くことを最高の愉悦とする異常者。
女性のように振る舞っているが、実は女装家であり、中年の大柄な男性である。
零に「100枚ポーカー」で二度対戦し、二回とも敗北する。一回目の対戦で７千万円、二回目の対戦で８億９千万円、合計で９億６千万円を失う。（当日に回収できたのは９億１千万円で、残りの５千万円は貸している状態。）零に完全敗北してからは彼に惚れ込み、改心する。また零、末崎と行動を共にするようになり、自身の言動が零に謎解きの助言となることもある狂言回しや、物語の進行の役回りが多くなる。また、宝条喜十郎の良心を意味する例え話を聞いた際には、今まで犯した悪行を後悔し懺悔したり、宝条喜十郎の失踪事件の真相が明らかになった際には、宝条家の行く末を心配するなど、良心的な人物として描かれるようになった。

ゼブラ
ジュンコの部下。シマウマのマスクをかぶっていること以外では、福本伸行の作品によく出ている黒服と同様のモブキャラクター。

パチンコ屋の息子
100枚ポーカーの被害者。ジュンコとの対決に負けて、全ての歯を抜歯されたのがトラウマとなっており、零が何を訊いても全く答えようとしなかった。

芸能プロ社長
氏名は不明。売れない三流アイドルに身体を売ることを強要する悪徳社長。語尾に「ズラ」「にゃー」をつけるのが口癖。ビール好きで、零と三流アイドルの解放を賭けてビール注ぎギャンブルで勝負して負け、零の要求を受け入れた。
零が「諭吉の独り言」の解読を依頼された際、その話を盗み聞きし、横取りしようと企むが解読できず、途中でさまようことになる。
宝条直樹（ほうじょう なおき）
零と芸能社長のビール注ぎ対決の現場に居合わせた少年。13才。
即興勝負で巧みに芸能社長をいなした零の機転と正義感に感銘を受け、彼に祖父喜十郎のものと見られる暗号文「諭吉の独り言」の解読を依頼する。特に目立った才覚は無いが、物事に対する勘はそれなりにある。
宝条佐和子（ほうじょう さわこ）
国内トップクラスの巨大企業「宝桜コーポレーション」の専務。喜十郎の長女で、直樹の母親。執着心や金銭欲が無い人間で、父の財産についてはほとんど興味が無い様子。また、かなりの天然キャラ。
宝条貴光（ほうじょう たかみつ）
宝桜コーポレーションの社長。喜十郎の長男で、佐和子の兄。諭吉の独り言の正体が隠し財産の在り処だった場合、その分配は早い者勝ちにしようと提案し、宝桜グループの実行力と龍樹の頭脳を駆使して総取りを試みる。喜十郎の酒及び甘いものの好みを共によく知っている。
ひそかに会社の金を使い込んでおり、喜十郎が溜め込んでいた金を穴埋めに流用してしまっていた。その発覚を免れるため、喜十郎を監禁する。
宝条龍樹（ほうじょう たつき）
貴光の息子。従兄弟の直樹と同じ13歳だが、飛び級でマサチューセッツ工科大学3年に在籍している天才児。
人類にとって最大の財宝は頭脳という持論があり、天才の頂点に立つとされる標や零を打ち負かすことを夢見ている。諭吉の独り言の解読に零が挑んでいることを聞きつけ、競争に加わる形で零と対決する。
性格は祖父の喜十郎に似てやや捻くれており、他人を嘲った言動が多い。こと父の貴光に関しては「考えの浅い金の亡者」と認識しており、終始、小馬鹿にしているため折り合いが悪いのだが、その考えの浅さは自分にも遺伝されていた。またアメリカ暮らしの影響か、貴光を「ダディ」と呼ぶ。
岡島（おかじま）
宝桜コーポレーションの専務。喜十郎の右腕と呼ばれる男で、「諭吉の独り言」は彼からのSOSのサインではないかと主張した。
宝条喜十郎（ほうじょう きじゅうろう）
宝桜コーポレーションの創立者。３年前から監禁されていたが、その犯人が貴光であることを見抜いていた。年齢は80代（在全と同い年）だが、救出直後に零たちに前方宙返りを見せたり、「その気になれば後方宙返りも出来る」と言い切る等、年齢からは想像できないほど身体能力が高い。
「忠」の字を人生訓としており、その字の意味である真心や思いやりなどを何より重んじる人物で、その実人柄も良く家族達だけなく、宝桜コーポレーションの社員全員からも慕われているが、いたずらめいた仕掛けや謎掛けを非常に好む変人でもある。
在全とは小学校からの幼馴染だが、自身は当時から悟りを開いたような考えや言動があったことが劇中で示唆されており、全く持って正反対の人物であることや、美津が喜十郎に惹かれていたこともあり、在全からは敵視されている。
福本作品では珍しい、大金持ちかつ変人であるにもかかわらず、皆から慕われる善人である。
宝条美津（ほうじょう みつ）
喜十郎の妻で、貴光、佐和子の母。直樹、龍樹の祖母に当たる人物。既に故人。
かつては在全が思いを寄せていたが、在全が億万長者になった暁に告白されるも、既に喜十郎に惹かれていた。さらに在全は「僕の正妻になってください」と、暗に側室や愛人を持つことを前提にプロポーズしており、話を聞いていた黒服も内心呆れていた。佐和子を出産したのと前後して、感染症から敗血症を起こし他界。これを喜十郎は「最悪の出来事」、在全は「喜十郎が殺した」と表現している。
在全によれば、朗らかで裏表のない人物で、在全の短所も受け入れていた。

## 登場ギャンブル

### 入場試験
非常に多人数である参加者を篩いにかけるための試験。合格すれば会場のゲートを通過して本戦に挑める。ゲートは複数存在し、通ることになるゲート（主催者側があらかじめ割り振る）によって出題内容は異なるが、挑戦時に背負うリスクはいずれも同等である、と作中では説明されている。
零たちのいたゲートでは下の問題を出題された。
鉄球サークル
- 敗北の代償：サークル内にいた場合のみ自身の命の危機

カップの中に振られたサイコロの目を当てるゲーム。開始の前に出題者が4回サイコロを振り、4回目に出る目を当てるという6択クイズである。
3回目まではサイコロを振る映像をモニターから見ることができ、その内容などから答えを導き出すことが肝である。
プレイヤーたちはそれぞれサイコロの目が書かれているサークルの中に入り、待機する。なお、満杯となったサークルは空きができるまで入れなくなる。
出た目と違うハズレのサークルには真上から鉄球（直径はサークルとほぼ同じ）が落ち、ハズレサークル内のプレイヤーは死傷する可能性がある。
目当て自体に正解出来なくとも、解答時サークル内にいたプレイヤーは漏れなく本戦への出場権を与えられる。ただしハズレのサークル内にいれば鉄球の餌食となり、死傷して棄権を余儀なくされる覚悟が必要。
原作では久保ミツルが零をかばって負傷しているが、ドラマ版ではミツルが未登場のためそのシーンはカットされている。但し、零の忠告に従わなかった（従えなかった）多くの参加者たちは無残な姿で死亡している。

### 予選
建設中のテーマパーク「ドリームキングダム」内に40種以上存在するアトラクションに挑み、勝利すると獲得できるリングを3時間以内に3個以上獲得すればクリア。(ドラマ版では4個以上)なお、獲得したリングは他プレイヤーへ譲渡することができる。
アトラクションのランクはジュニア、セーフティ、マイルド、変則マイルド、ハードの5つに分かれている。ただしこのランクは「難易度」というよりは、「リスクの大小を表したもの」と言った方が的確である。なお、獲得リングおよびペナルティはランクごとに分かれてはいるが、実際はアトラクションによって変化する。詳細については各アトラクションの項を参考のこと。
成功者がクリアしたアトラクションの内容を他のプレイヤーに伝えることは禁じられており、伝えた時点で退場となる。しかし、挑戦するもリングを獲得できなかった者の助言は大目に見る場合もある（後藤曰く「敗者の考察や助言は往々にして的外れであることが多い」）。また、実際は万全を期すために、成功者が出たアトラクションはその時点で閉鎖される。
アトラクションによって一人で挑戦する物と、複数人数によるチーム形式で挑むアトラクションがある。リングは挑戦人数に応じた数になる。
なお、制限時間の対象はゲームの受付であり、既定の3時間が経過しても、残り時間がゼロになった時点でアトラクションの勝負が開始していれば、たとえ数十分かかるようなゲームでも最後までプレイすることが認められる。また、アトラクションの様子は監視カメラによって監視されている（主催者側が勝負の様子を見る他、挑戦者・出題者両者の不正を防いで公正を図るため）。
アトラクションの出題者が挑戦者に勝利しても、それによって主催者から特別に褒美が出るといったことはない。しかし、ジャックルームのように「コレクションが増える」など彼等なりの娯楽が存在するため、出題者は本気で挑戦者を負かそうとしてくる。

#### アトラクションの種類
種類によって敗北の代償の大きさが異なる。敗北の代償の大きいものほど獲得リングも多くなると作中では説明されたが、実際はその限りでは無い。
また、完璧な戦略でクリアーした場合の「完全クリアー」と、戦略や回答に不備があったが生存してゲームを終了させた場合の「暫定クリアー」の2種類に分かれるアトラクションもあり、その際は内容に応じて獲得リング数が異なる。なお、完全クリアーと暫定クリアーに分かれていることを明記していないアトラクションも存在する（ドラマ版では全てのアトラクションが看板に完全クリアーと暫定クリアーが明記されている）。
ジュニア
負けてもダメージ、退場がともに無く、失うのは費やした時間だけである。よって、開始直後は長蛇の列ができ、入るのに後列の者は2～3時間かかることもある。
セーフティー
負けてもダメージは無いが退場となる。ジュニアに次いで人気が高いため、入るのに時間がかかる。
マイルド
負ければ命までは取られないものの、体の一部などを失う危険性がある。
変則マイルド
成功者が出れば自分は失敗しても退場処分免除の特例がある。ただし自分も含め成功者が出なければ生命の危険すらある。
ハード
負ければほぼ確実に生命を失う。

#### 作中に登場したアトラクション
ジャックルーム
- 種類：マイルド
- 敗北の代償：自身の手のいずれかの指1本
- 参加者：零、他1名

挑戦者と部屋の主「指切りジャック」に、指入れ台と冷凍庫で十分に冷やされた12枚の鉄板が配布される。ルーレットで攻撃と守備を決めた後、守備側は指を台に入れ、鉄板で指を守る。
攻撃側はいずれか1本の指をノミで突く。この指が鉄板でガードされていないとその指はノミによって切断され、切断した相手のコレクションになる（つまり、切断された指を回収して接着の治療を受けることはできない）。鉄板を突いたら失敗となり、攻撃と守備を入れ替える。
これを最大で3巡繰り返す。ルーレットによる攻守の順番決めは1巡ごとに行われる。
守る指は3巡で計15本に対し、鉄板は12枚なので3枚足りない。この守れない3本をどう分配していくかが肝となる。なお、両者ともに全ての攻撃を失敗した場合については、どうなるのか劇中において説明はなされなかった。
なお、攻撃側は相手の指に対しノミを突き立てなくてはならないが、裸の指さえ突ければ、その指を負傷または切断に至らせなくても勝利となる。
最初は挑戦者には知らされないが、実は挑戦者に課せられた本当の命題は、ジャックの裸の指にノミを突き立てることではなく、全く別のところにある。
もらえるリングの数は、満点の解答なら完全クリアーで既定の2個、少しでも減点要素がある場合は暫定クリアーで1個。
迷宮のトライアングル
- 種類：変則マイルド
- 敗北の代償：水槽役になった者の命
- 参加者：零、ユウキ、ヒロシ、末崎、板倉、ヤクザ（名前不詳）、山口、二宮、Aチームの水槽役、残り7チーム、別サークルで標をはじめ10チーム

3人が1チームとなり、10チームが同時に参加する（参加チームの数は明かされない）。最初に突破できたチームにリング3個（チームで平等に分ければ1人1個）が与えられ、突破できなかったチームはリングはもらえないが、失格処分はなくなる。
ゲーム開始前に「部屋は全て同じ。君たちは何…?」という質問とその答えの選択肢が50個書かれた紙（ドラマ版では選択肢25個が書かれたタブレット）が配られ、制限時間の30分以内にどのチームよりも早く正解を送信すれば成功。
解答は答えの番号をタッチパネルに入力することで行われる。解答権は各チーム1回。
3人のうちサイコロによって無作為に選ばれた一人（作中ではサイコロを振った時に一番出目の小さかった人）は、「人質」としておよそ25分で呼吸不可能に至る高さ（人質の身長・体重による個人差あり）まで注水される水槽に入る。30分以内にいずれかのチームが正解したら排水されるが、30分経過するまで1チームも解けなかったら全チーム失格となり、水槽からの排水は行われず全ての（10人）水槽役はそのまま溺死する。また、ドラマ版ではそれぞれのチームですでに水槽へ入る人が決まっていた。(それぞれ入れたい人の出した数に合うようにサイコロのルールを変えた。)
クォータージャンプ
- 種類：ハード（跳び役）、セーフティー（声役）
- 敗北の代償：跳び役は跳んだ場合のみ自身の命、声役は失格になるのみ
- 参加者：零、標（以上跳び役）、後藤、在全、山口、二宮、末崎、その他3人（以上声役）

5人で挑むゲームだが、チーム戦ではない。1人は正解と思わしき方向へジャンプを行う飛び役となり、残り4人は飛び役を誘導する声役となる。
ゲームの性質上、声役でクリアできるのは通常1人だけである。
飛び役は鉄板を仕込んだゴーグルで目隠しした状態で、高さ数十メートルまでリフトアップした正方形の台の四方のうちから1つを選んでジャンプし、対岸にたどり着けば成功。制限時間は10分。時間切れの場合は当然失格となるが、ダメージは負わずに済む。
対岸が存在するのは1方向のみで、残り3方向は鉄壁となっており、その方向に飛ぶと鉄壁にぶち当たりそのまま転落死する。
台に乗ってから10秒間周りを見渡すことができるが、10秒経過後再び目隠しした状態で台が回転（零の場合は右回りに30秒、左回りに20秒）するため、ギャンブル開始時の位置関係は把握できない。
なお、飛び役には声役に関することを前もって説明されないため、声役が誰かは勿論、その存在すら知らない状態でゲームに挑むことになる。
投擲による安全方向の確認を行うと失格になるが、声役の真偽を探るために所持している小道具（硬貨など）を利用することは禁止されていない。
声役は跳び役の選ぶ4方向に1人ずつ配置され、通常は跳び役を説得してその方向がセーフであると信じさせる役目である。跳び役を自分の方に飛ばせた場合はリングが1個与えられるが、違う方向に飛ばれたり、タイムアップになった場合は失格となる。つまり、アウトゾーンに割り振られた声役は、跳び役を転落死させることが、リングを得ることはもちろん、失格にならないための絶対条件でもある。
アウトゾーンの声役3人は鉄壁の狭い覗き穴から中央の台を見るため、通常では見えない死角が存在するが、それをある程度克服するための道具を運営側から提供されることもある。
試合会場が屋外と開かれた場所にあり、非参加者は下から観戦することが可能である。そのためか、このアトラクションのみ終了後は他言厳禁の枷が甘くなるという点が見受けられる。
本編では在全の思いつきにより零と標を1対1で戦わせるギャンブルとして登場し、以下の特別ルールが適用された。
- 一般の任意で選べるアトラクションとは違い、強制参加である。参加を拒否したらその時点で失格となる。
- 勝者はアトラクションクリア分のリング3個に加え、敗者の所持しているリング2個を奪うことが出来る。
- 両者が成功した場合は短時間で決断に至った方を勝者とする。この場合敗者はクリアとはみなされないため、クリアしたときにもらえるリング3個はもらえず、さらに勝者にリングを2個奪われる。ただし、失格処分は免除される。

魔女の館
- 種類：ハード
- 敗北の代償：挑戦者21人の命
- 参加者：零、ユウキ、ヒロシ、末崎、板倉、村上、ヤクザ（名前不詳）、その他14人

門柱に掲げてある札に「鏖（みなごろし）の魔女」と書かれた館で行われるギャンブル。
21人で協力して魔女が出題する3つの課題に挑み、最後まで生き残った場合は21個（全員生還した場合、平等に分ければ1人1個）のリングを獲得できる。
課題は三つ首の魔女の像の頭から「魔女通信」というタイトルの手紙が吐き出される形で出題。「では…秒読みです」のアナウンスがスタートの合図。
このゲームの肝は問題そのものよりも、21人というあまりに多すぎる仲間の統制をうまく取れるかというところにあり、ミスリードによる混乱を誘発するための要素が随所に盛り込まれている。
- 第一の課題

このギャンブルは魔女の館の2階（2階は1階の天井の一部からしか入れない、完全な密室。この密室は天井が高く、形は1辺の長さが14.14mの正方形になっている）で行われる。21人全員入室したのち1階からの操作で閂を掛けられ、そのあと1つ目の首から第一の課題が出題される。魔女通信の文面（一部）は次の通り。
この暗号を制限時間の25分以内に解けばクリア。解答は00 - 99の2桁の数字を魔女の像にある装置に入力することで行われる。解答権は2回。
時間が経つと無数の槍が四方の壁を突き破り、徐々に迫ってきて、開始から25分経つと参加者を突き刺し参加者は全員死亡する。正解すれば槍は停止する。
なお、3問の中では参加者の混乱を誘う要素が最も多く盛り込まれている。
- 第二の課題

第一の課題に正解すると全ての槍が壁に戻り、魔女の像が崩壊した後に2つ目の首から第二の課題が開始される。魔女通信の文面（一部）は次の通り。
2つ目の魔女の首は分解することが可能で、中には解答パネルが用意されており、様々な数字の書かれたボタンが大量に配置されている。解答権は10回。
制限時間は5分。スタートと同時に四方の壁に無数の矢がセットされ、タイムアップになった瞬間に一斉に発射され、それまでに対策を打っていないと参加者は全員発射された矢に刺されて死亡する。
- 第三の課題

全ての矢が発射されたしばらく後に3つ目の首から第三の課題が開始される。魔女通信の文面は次の通り。
制限時間は3分。今回は殺す手段がタイムアップまで明かされないため、挑戦者は自分達にどんな攻撃が来るのかを読み解き、その攻撃に対処しなければならない。制限時間内に対処できないと参加者は全員その攻撃によって死亡する。
3つ目の攻撃が終了したらゲーム終了のアナウンスが放送され、21個のリングを獲得できる。
ザ・アンカー
- 種類：ハード
- 敗北の代償：挑戦者3人の命
- 参加者：零、ユウキ、末崎

3人1組で挑戦する。半円形の建物が舞台。
ゲームの手順は以下の通り。
- 3人それぞれベルトによりシートに寝かされた状態で体を固定され、アトラクションに入館。「ザ・アンカー君」という名前の錨（重さ30キロの上、底の部分が刃物状に加工されている）が参加者の頭上に吊るされ、振り子運動が開始される。
- 参加者の前に大きい四角（B - Z）と小さい四角（A）のパネルが表示され、そのうちのB - Zの計25問の問題を3人が順番に解答する。問題は解答者がパネルを指定することで決定される。パネルをめくると1 - 4の数字とAのうちのいずれかが表示される。内容は以下の通り。

1 - 4の数字
クイズに正解すると数字分だけUPポイントが、不正解だとDOWNポイントが貯まる。
数字に応じてクイズの難易度も変化する（1が最も簡単、4が最も難しい。ただし、後述の通りDJが別の難易度に問題の変更が可能である）。
A（アンカーパネル）
25枚あるパネルにある規則にしたがって5枚隠されている（ただし、後述の通りDJが位置を変更することが可能である）。アンカー問題出題中のみ錨の振り子運動は止められる。なお、本部からでもアンカーの操作が可能。
クイズに正解すると、その時点で貯まっているUPポイントの分だけ錨が上昇、不正解ならDOWNポイントの分だけ錨が下降して錨が振り下ろされ、UPポイントとDOWNポイントは共にリセットされる。このとき錨が参加者の頭の位置まで下がると参加者の頭部を粉砕して参加者は死亡する。
25問すべて終わると決算の強制アンカー（A）に挑戦。すべての問題が終わった時点で錨がスタート時よりも上に上がっていれば完全クリアーで全員2個ずつ（計6個）リングをもらえる。スタート時と同じかそれより下でも生き残っていれば暫定クリアーで全員1個ずつ（計3個）リングをもらえる。
参加者とDJのルールは以下の通り。
- 参加者
  - 解答する順番を自由に決められる。ただし、クイズをやることのみ伝えられ、その他の詳しいルールはまだ説明されていない段階で決めなければならず、詳しいルールが説明された後に順番を変更するのは不可能である。
  - 解答者以外の2人がクイズの答えを解答者に教えた場合、不正解扱いとなる。また、選択問題等で不正解を教え、消去法から答えを伝えるのも答えを教えたと同義として不正解となる。なお、後者のルールは末崎に選択問題が出題された際、前者のルールの穴を利用し、零から不正解選択肢を全て教えてもらい正解を導き出そうとしたため、急遽説明された。
  - 出題中に答えのヒントを言っても不正解になる危険があるが、解答者に励ましなどの声援を送るのは可とされている。
  - 時間制限がある問題も存在する。制限時間以内に答えられない場合は不正解となる。

- DJ
  - DJは参加者がパネルを指定した後、問題を出題する。問題はレベル別に用意されている中からランダムで表示されるが、気に入らない問題をスルーし、レベルの異なる別の問題を選んだり、DJ自作の問題を出題することも可能。しかし、アンカー問題は変更が不可能で、どんなに気に入らなくてもアンカー用の問題として用意されている中から最初に出た問題を出題しなければならない。
  - 問題に制限時間をつけるかどうかをある程度選択できる。また、制限時間のない問題でも、解答者が答えられそうにないと判断した場合、途中で制限時間を課すことも可能。
  - 2回だけ好きなタイミングで解答がほぼ不可能なスペシャル問題を出題できる。ただし、用意されている問題を見る前にスペシャル問題出題を宣言しなければならず、用意されている問題を見てからそれが気に入らないという理由でスペシャル問題を出題することはできない。なお、アンカーでスペシャル問題を出題してもよい。
  - DJはアンカーパネルの位置を好きな位置に変更できる。

なお、以上のことは参加者には知らされていない。
また、このアトラクションには本部も出題者も気づいていない抜け穴がある。
失われたリング
- 種類：ジュニア
- 敗北の代償：費やした時間のみ
- 参加者：零、ヒロシ、その他52名ほど

純粋な宝探しで、部屋を模したステージ内のどこかに隠された3個の小さいリングを探す。制限時間は5分、見つけた小さいリングをそのままリングに交換できるので、最大で3個獲得できる。
8パターンのステージの中からルーレットで挑戦するステージを決める。ルーレットの目は「LOST RING」の八つで、例としてRはロイヤル（在全の部屋）、Gはゴミ屋敷を表す。
ステージが決まると、線路上に設置されたステージが動いて受付の建物に繋がり、係員と共にステージ内に入る。ステージ内で詳細を説明し、スタートと言った時点から制限時間がカウントされる。その直後に係員が退場し、挑戦者は一人きりになる。係員が再び入室した時点で、制限時間終了となる。
ドロップ・リムジン
- 種類：ハード
- 敗北の代償：自身の命
- 参加者：零、ユウキ、ヒロシ、末崎、板倉、標、村上、その他17名

予選通過者全員に決勝の前に最後に課せられるギャンブル、というよりも、ただ闇雲に参加者を殺害するためのトラップに等しい。予選通過者たちを乗せたリムジンが唐突に尿意を訴えリムジンから降りた在全の遠隔操作により崖の下に落とされる。生き残った者が決勝進出となる。なお、在全曰く、王はこの程度のことでは死なないらしい。しかし、第一部最終回では全員死亡したと捉えられるページのまま終わった。第二部ではほぼ無かったことになり、零、末崎等が生還していることになっている。なお第二部冒頭で標のみ異常に勘付いて在全と同時にリムジンを降り、唯一の決勝進出者＝王ということになったと語られた。ユウキ、ヒロシの二人は第二部に一切出ておらず、零や末崎から死亡したとも生還したとも語られておらず、生死不明になっている。

### ギャン鬼編のギャンブル
早朝ゴルフ
- 敗北の代償：老人たちのマンション立ち退き

午前5時に1ホールのみで行うゴルフ。ただし、公式ルールとは異なったローカルルール（ハウスルール）が適用されている部分がある。
100枚ポーカー
- 敗北の代償：挑戦者の歯

ジョーカーを抜いた52枚のトランプを両者が持ち寄って行う変則ポーカー。
それぞれが52枚を自由に使い、5枚の手役を10セット作り裏向きに仕掛けて勝負する。
実際は勝つためにはロイヤルストレートフラッシュ（ロイヤルフラッシュ）4組、9ハイのストレートフラッシュ4組、4のフォーカード（フォーオブアカインド）、3のフォーカード（フォーオブアカインド）を作る必要があり、全く自由が無い。強いて言えばフォーカード（フォーオブアカインド）2組につけるキッカーカードくらいであり、それもスペードの2とハートの2で決まっており、どちらのフォーカード（フォーオブアカインド）にどちらをつけるかの2通りしかない（万が一にも同じ数のフォーカード（フォーオブアカインド）同士がぶつかった場合、キッカーカードの強弱で勝負が決まるので、どちらにつけるかで勝敗が左右される可能性はある）。
ネット上で説明されたルール
トランプ1組、現金、ZENBA（全歯のこと）を持ってくる必要がある
勝負中は外部とのやり取り禁止
これは軍資金の調達を出来なくして、軍資金の底を確定させるため。
まずは挑戦者が用意されたボードでルールを確認する。ただし、日本語とアラビア語の2言語で書かれおり、しかもアラビア語は枠組みの模様に見えるようになっているため、解読はおろか、存在を認知するのも困難である。不明な点があればどんなことでも質問してよいが、質問しなかったことについては一切説明はなされない。
日本語で書かれているルール
役の強さはロイヤルストレートフラッシュ（ロイヤルフラッシュ）、ストレートフラッシュ、フォーカード（フォーオブアカインド）、フルハウス、フラッシュ、ストレート、スリーカード（スリーオブアカインド）、ツーペア、ワンペア、ブタ（ノーペア）の順。
スートの強さはブリッジ・オーダー（スペード→ハート→ダイヤ→クラブ）。
なお、ストレートフラッシュの強弱はスートより数字優先である。
ストレート及びストレートフラッシュはK-A-2と繋ぐのは認められない（A起点ならば両方向とも可能）。
まずは先攻が4ターン連続でどれにどれをぶつけるかを指定し、その後、後攻が4ターン連続でどれにどれをぶつけるかを指定する。残りの2ターンは先攻と後攻が入れ替わり、1ターンずつどれにどれをぶつけるか指定する。
アラビア語で書かれているルール
カード選出後に買い物タイムがあり、アイテムを3つまで購入することができる。
買い物タイムで使われた金銭は場に供託され、最終的な勝者（決め方は後述）が総取りする。
劇中で明らかになっているアイテムの名称と値段、効果は以下の通りである。
- 先攻権（2000万円）
先攻する権利を取れる。1つしかなく、どちらか一方しか買うことができないが、実際はジュンコが相手の軍資金をチェックした上でそれを上回る額に設定するため確実にジュンコのものになる。
- 窓（1000万円）
相手の手札の数字１つを4枚全部オープンさせる。オープンさせる数字はルーレットにダーツを投げて決めるのだが、このルーレットはダーツが当たった後ダーツが当たった箇所に任意の数字を持ってくることが出来るようになっており、それを隠すために使用後は物品シュレッダーにかけられる。零はこれをインチキダーツと呼んでいる。
- 小窓（500万円）
相手の手札を1枚指定してオープンさせる。指定したカードが相手のデッキに入っていない可能性もあるが、その場合の処置は不明。
- レート10倍（1000万円）
後述する「レート」を好きな時に10倍に吊り上げられる。これはジュンコが勝った際に、確実に全歯取れるようにするために用意したものである。

- カード選出後に勝負を放棄したら、全ての所持金は没収される。

１ターンごとに勝った方が「基本の1ポイント＆手役を構成しているカードの中で最も高い数字（Aは14とする）と同じポイント」が入る。
10ターンすべて終わった結果、ポイントの高い方が最終的な勝者となる。敗者は負けたポイント数×100万円×レートを勝者に支払わなければならず、足りない場合は全歯で清算しなければならない。なお、どんなに大きく負けても失うのは有り金と全歯までである。
100枚ポーカー（コンプリートバージョン）
- 敗北の代償：挑戦者の歯

上記の100枚ポーカーの後、双方の合意のもと再度おこなわれたポーカー。基本的なルールは1戦目と同じだが以下の変更点が双方から提示された。
- 零が提案したルール
  - それぞれが52枚を自由に使い5枚の手役を10セット作るのは同じだが内訳をロイヤルストレートフラッシュ（ロイヤルフラッシュ）、ストレートフラッシュ、フォーカード（フォーオブアカインド）、フルハウス、フラッシュ、ストレート、スリーカード（スリーオブアカインド）、ツーペア、ワンペア、ブタ（ノーペア）の役を1セットずつ作らなければならない。
  - まずは先攻が3ターン連続でどれにどれをぶつけるかを指定し、その後、後攻が3ターン連続でどれにどれをぶつけるかを指定する。残りの4ターンは先攻と後攻が入れ替わり、2ターンずつどれにどれをぶつけるか指定する。
  - 「窓」はインチキダーツではなくその場で零が作成したルーレットに投げて決める。なお、このルーレットはA、K、8の枠が他の数字より広く作られている。

- ジュンコが自分の都合で勝手に決めたルール
  - 買い物タイムで購入するアイテムの値段が高くなっており、購入制限も4つに増えている。

劇中で明らかになっている値上げ後のアイテムの値段は以下の通りである。なお、小窓はこの勝負においては使われなかったため、値段がどう変化していたのかは不明。
- 先攻権（1億円）
これは先の勝負で増えた零の軍資金に合わせてさらにそれを上回る額に設定したものである。
- 窓（2000万円）
先攻権と同様に値上げされているが、ジュンコの軍資金のこともあるためそこそこの値上げで抑えられている。また、最初は4つしか用意されていないが、足りなくなったら裏から持ってきて追加することもできる。
- レート10倍（2000万円）
こちらも先攻権や窓と同様に値上げされている。

- 「窓」のダーツはルーレットをはずしたり同じ数字に当たった場合は再度投げることなく権利を失う。

ビール注ぎ
- 敗北の代償：三流アイドルの売り出し資金

零が三流アイドルの解放を賭けて芸能プロ社長に提案したギャンブル。ルールは以下の通り。
- 2人でビールを注ぎ、立てた泡の量が少ない方を勝者とする。
- 零が形の違うグラスと銘柄の違うビールを2本ずつ持ってきて、まず社長が好きなビールかグラスかを選択し、その後で零がもう片方を（社長がビールを選択すればグラスを、逆ならビールを）選択する。
- ビールを注ぐ制限時間は5秒とする。
- 零が勝てば社長は三流アイドルを無条件で退職させ、社長が勝てば彼女の売り出しにかかった1000万を零が肩代わりする。

宝探し
- 敗北の代償：宝条喜十郎の命

宝条直樹からの依頼に端を発する、宝条貴光、宝条龍樹との謎解き勝負。宝条喜十郎が一万円札に書いた暗号文「諭吉の独り言」の謎を解き、何者かに監禁されている喜十郎を救出することを目的とする。
喜十郎の安否は不明だが、監禁場所には喜十郎の隠し財産があるとされ、貴光から「早い者勝ちの宝探し」を挑まれる。
話は富士山→東京湾（人工島に浮かぶグループのレジャー施設）→梅平（山梨県身延町）の新興住宅地→長野県の別荘と展開されている。

## 備考
- この作品には福本がかつて同誌に連載していた『無頼伝 涯』（全5巻）が読者層である少年からの人気を得られず失敗したこともあり、少年誌への再チャレンジ作品となっている。『涯』での失敗要因は「展開が遅すぎた」ことと考えており、『零』は福本の別作品『賭博黙示録カイジ』の10倍のスピードで展開、5巻分を5話のテンポで、ギャンブルからギャンブルへのつなぎもできるだけ省いていく、と語っている[1]。
- 単行本は他の『マガジン』の連載作品とは異なり、サイズやページ数が通常より若干大きいKCDXマガジンから刊行されている。また、一部の巻では雑誌掲載時のカラーページがそのままカラーで収録され、KCマガジンのマークが付いている。
- 2009年1月に発売された『マガジンドラゴン』2号で、読者から送られた悩み相談のコーナー「在全無量の人生相談 ズバリ!言うんじゃ!!」が掲載された。また、『週刊少年マガジン』2009年34号でも再開未定のお詫びという名目で再び悩み相談の募集が行われた。この企画は作者の福本自身が監修を務めている。
- 2009年4月発売の第8巻では再開予定が「2009年7月」と記述されていたが、前述の通り再開は2011年7月まで延期された。『週刊ヤングマガジン』2009年53号では同作者による『賭博堕天録カイジ 和也編』に、なかなか連載が再開されないことに対して謝罪する作者コメントが掲載された。

## 書誌情報
KCDX版
- 福本伸行『賭博覇王伝 零』 講談社〈KCDXマガジン〉、全8巻
  1. 2007年11月16日発売、ISBN 978-4-06-372395-3
  2. 2008年01月17日発売、ISBN 978-4-06-375435-3
  3. 2008年04月17日発売、ISBN 978-4-06-375473-5
  4. 2008年06月17日発売、ISBN 978-4-06-375511-4
  5. 2008年09月17日発売、ISBN 978-4-06-375557-2
  6. 2008年11月17日発売、ISBN 978-4-06-375601-2
  7. 2009年02月17日発売、ISBN 978-4-06-375636-4
  8. 2009年04月17日発売、ISBN 978-4-06-375695-1
- 福本伸行『賭博覇王伝 零 ギャン鬼編』 講談社〈KCDXマガジン〉、全10巻
  1. 2011年10月17日発売 ISBN 978-4-06-376135-1
  2. 2011年12月16日発売 ISBN 978-4-06-376172-6
  3. 2012年3月16日発売 ISBN 978-4-06-376611-0
  4. 2012年5月17日発売 ISBN 978-4-06-376638-7
  5. 2012年8月17日発売 ISBN 978-4-06-376686-8
  6. 2012年11月16日発売 ISBN 978-4-06-376713-1
  7. 2013年3月15日発売 ISBN 978-4-06-376794-0
  8. 2013年4月17日発売 ISBN 978-4-06-376809-1
  9. 2013年5月17日発売 ISBN 978-4-06-376824-4
  10. 2013年7月17日発売 ISBN 978-4-06-376864-0

講談社プラチナコミックス版
1. 命懸けの選抜試験、開幕!!編 ISBN 978-4-06-374648-8
2. 生存率25%! クォータージャンプ編 ISBN 978-4-06-374656-3
3. 狂騒! 烏合の衆編 ISBN 978-4-06-374666-2
4. 地獄の首切りアンカー編 ISBN 978-4-06-374673-0
5. 零、帰還! ゴルフ勝負編 ISBN 978-4-06-385902-7
6. ジュンコ登場! 100枚ポーカー編 ISBN 978-4-06-385903-4
7. 謎の暗号文! 「諭吉の独り言」編 ISBN 978-4-06-385906-5
8. 新たなる暗号! 喜十郎捜索編 ISBN 978-4-06-385924-9
9. ラストミッション! 喜十郎救出編 ISBN 978-4-06-385950-8

## テレビドラマ
『ゼロ 一獲千金ゲーム』のタイトルで、2018年7月15日から9月16日まで毎週日曜22時30分 - 23時25分に日本テレビ系『日曜ドラマ』にて放送された。主演はNEWSの加藤シゲアキ。
各回の放送終了後より動画配信サービスHuluにて定額見放題配信されているほか、Huluにて登場人物の過去を描いたスピンオフ「ゼロ エピソードZERO」も配信されている。

### キャスト
文中のエピローグとは、ドリームキングダムでの出来事から1年後の登場人物の様子を示したものである。

宇海零
演 - 加藤シゲアキ（NEWS）
本作の主人公。表向きは進学塾の講師として働くが、裏では弱き者を救う「義賊」として活動。再会した山口との会話から27～28歳であることが推測される。真鍋チカラ・佐島ヒロシ・早乙女スナオの3人を助けた縁でドリームキングダムに挑むことになる。
どのような状況でも冷静な分析ができる天才的頭脳を持つ一方で、自らの身よりも他人の身の事を心配しがちな一面もあり、そのことを他者からは「青臭い」と呼ばれている。
ドリームキングダムの各アトラクションで幾度となくピンチに遭いながらも、冷静な判断で乗り越え、標との決勝戦にも勝利する。峰子から仕掛けられた、在全グループの全権を賭けた最終決戦「デイ&ナイト」では、峰子の異変を感じ取り、ぎりぎりまで峰子を追い込んだ上で、わざと負けることを選んだ。
エピローグでは、在全から報酬として1000億円を得ており、「義賊」の活動資金として使っている描写がある。零自身は一度は諦めた夢である宇宙科学研究の道に進み、多忙ながらも充実した日々を送っている。
末崎セイギ
演 - 間宮祥太朗
ドラマオリジナルキャラ。原作の板倉と二宮の2人の性格を合わせたような人物。末崎さくらの弟。零のライバルとして立ちはだかる。零とは正反対のリアリストであり、ドリームキングダムでは徒党を組んで他人のリングを力で強奪するという手段で稼いでいる。
一方で在全の指名による零・標の直接対決に省かれた事にいら立ちを見せるなど自己肯定が強い一面を持つ。また、兄のさくらの事も嫌っている。
「クォータージャンプ」や「迷宮のトライアングル」ではゲームのルールを利用して零を抹殺しようとしていたが、「トライアングル」のクリア直後には心肺停止状態に陥った零に人工呼吸を施しており、それ以降は何かと零に協力的な態度を示している。零と峰子の最終決戦でも、峰子のイカサマを監視するという体裁で勝負に立ち会い、勝負後には零が手心を加えていたことを指摘した。
エピローグでは就職活動を行っている。また、零やユウキ、「義賊」トリオとの付き合いも継続している。
氷川ユウキ
演 - 小関裕太
末崎セイギの仲間。原作のユウキとは性格などが大きく違い、実質的なオリジナルキャラである。頭脳明晰で一見物腰も柔らかいが、自分以外の命を軽視しようとする節がある。「ジ・アンカー」にて零・ヒロシと共闘する。
エピローグでは在全グループの社員となっている。峰子の前に現れ、「デイ&ナイト」での零の仕掛けの種明かしをする。
真鍋チカラ
演 - 加藤諒
佐島ヒロシ
演 - 岡山天音
早乙女スナオ
演 - 杉野遥亮
零と共に「義賊」として活動する3人組。ヒロシは「ジ・アンカー」にて零と共闘し、零を信じて勝利を掴みとる。エピローグでは3人とも、引っ越し業者にてアルバイトをしている。
標
演 - 佐藤龍我（美 少年/ジャニーズJr.）
原作とほぼ同じだが、サイバーテロで新しい国家を作り、世界を変えることを目的にドリームキングダムに参加するという設定が加わっている。零の実力を認め、自身の思想を実現するために協力を求めたこともあったが、自身の思想を否定されて失敗に終わった。その後いち早くリングを4個獲得するが、最終的に追いついた零との決勝戦「ブレークダウン」にて直接対決し、零が自分を信頼しているか試すような行動に出る。零に敗北後、ドリームキングダムを去る。
エピローグでは、ごく普通の家庭にて生活している様子が描かれている。学業の成績は飛び抜けて良いものの、ピーマンが苦手だったり、箸の持ち方が下手だったりすることを、母親に「一般常識も大事」と諭される。
末崎さくら
演 - ケンドーコバヤシ
原作とほぼ同じだが、人にお願いする時にメロンパンを差し出す癖がある一面が追加されている。原作でのさくらの行動が別の登場人物に置き変わっている部分が多々あり、原作ほどの活躍の場面はない。エピローグでは、ヤクザから足を洗い、移動弁当屋「さくら弁当」を営んでいる。
山口カズヤ
演 - 増田貴久（NEWS）
零の同級生で10年ぶりの再会であることから、彼も27～28歳であることが推測される。学生時代は零に出会うまでは挫折を知らなかったが、零と出会ってからは学業でも部活の水泳でも零に負けるようなり、そのことをずっと根に持っていた。又、原作と違い二宮の様な相棒はいない。
城山小太郎
演 - 手越祐也（当時NEWS）
髪型が原作と異なり、演じる手越本来の髪型となっている。そのため、「ジ・アンカー」での重要な問題のひとつである「城山の髪型が表す文字」を当てる問題は、城山の脇腹の焼き印の文字を問うものに変更された。単身で零達と対決する原作とは違い、別室の峰子と遠隔通信で共謀している。峰子を子猫ちゃんと呼ぶなど、手越自身のキャラクターも組み込まれている場面が見受けられる。アンカーのシステムの盲点に気付かず、敗北後は峰子にあっさりと見捨てられ、原作にはないドリームキングダムを追放されたと思われる描写がある。
恵
演 - 入山法子
ミツルの恋人（婚約者）。Hulu配信の「ゼロ エピソードZERO 後藤ミツル編」を除き、テレビ版では最終話の回想シーンのみの出演。
黒服
黒田
演 - 松田慎也
青田
演 - 長田成哉
白井
演 - 海老澤健次
緑川
演 - 川端大亮
赤石
演 - 三島涼
福本
演 - 福本伸行
黒服
演 - 青木源太
在全無量
演 - 梅沢富美男
年齢が、原作の81歳から71歳に変更されている。車椅子の使用と傲岸不遜な性格は原作と同じだが、零に対しては露骨に敵対心や不快感を示すことはなく、彼の反抗的な態度も受け流す。零の心を折り、手なずけた上で自分の手駒にしようと企む。また、落ち着いた態度で零や峰子を諭す一方、「ジ・アンカー」では敗北を認めない城山を一喝するなど（原作では後藤の役割）、原作よりも言動は重厚さが強調されている。「ブレークダウン」終了後、標に勝利した零と対面中に急激な発作を起こし、危篤状態になる。
黒田によると、在全は「自分に万が一の事が起きた場合、在全グループの全権を『ドリームキングダム』の勝利者に譲る」という「遺言」を残しており、本来であれば零にその権利が譲渡される筈であったが、それを良しとしない峰子が独断で勝負を挑んだ為に、保留となる。
一命を取り留めた後、峰子への「ドリームキングダムに私情を持ち込んだ罰」として、峰子が負けた場合、弟のミツルを殺すように指示を出す。
エピローグでは一線は退いたものの、未だにグループの実質的なトップであることが語られている。また零に対して、リング4個の報酬として1000億円を支払っている。
後藤峰子
演 - 小池栄子
原作における後藤利根雄の役割。予選を始め、零が参加するゲームの進行役を務める。
原作よりも公平性を欠き、残虐性の強いキャラクター。零を異常なまでに目の敵にし、抹殺を目論む。
「迷宮のトライアングル」では渋々零の正解を認めるが、「ジ・アンカー」では城山と結託し、クイズのポイントの操作や問題の差し替えなど不正を行う。しかし零の勝利に終わり、在全からは「行き過ぎた不正は、在全グループの価値を貶める」と咎められた。「クォータージャンプ」、「ブレークダウン」でも、零が不利になるように介入した。在全が倒れた後、グループの全権が零に渡ることを阻止するため、独断で零との最終決戦「デイ&ナイト」を仕掛ける。
「デイ&ナイト」の前に、零への仕打ちは、零が弟のミツルを見殺しにしたことへの復讐であったことが明かされる。またゲーム中盤で、自身が仕掛けたゲームが在全の指令によって、ミツルの命が懸った勝負に発展したことを知って動揺する。峰子の異変を感じ取った零が手心を加えたため、薄氷の勝利を収める。
エピローグでは、在全グループのトップに就任している。
後藤ミツル
演 - 小山慶一郎（NEWS）
峰子の弟であり、零の旧友。原作のミツルとは、大怪我を負って社会復帰できない点以外の設定が大きく違い、実質的なオリジナルキャラである。
零が大学院生時代によく利用していたペンションの経営者で、プロの写真家を目指していた。しかし、大きな賞を取った写真が、実は零が撮影したものであったことで、写真家の夢に絶望し、ペンションも辞めざるを得ない事態にまで発展した。自暴自棄になり当時の婚約者だった恵と山へ向かうが、そこで事故に遭ってしまう。駆けつけた零が「必ず助ける」と約束したもののミツルは拒絶し、その後行方不明となる。在全グループに発見され、匿われるが、下半身は麻痺状態になってしまった。
「デイ&ナイト」の前に、峰子が零への動揺を誘うために利用され、車椅子に乗って4年ぶりに零の前に姿を現す。4年の間に吹っ切れたようで、零を恨む様子は無く、零に「俺のことは気にせず勝ってくれ」と伝える。勝負中、在全の思惑により、峰子が負けた場合には殺されることになったが、零がわざと負けたことで救われ、勝負後には零に「本当に助けに来てくれた」と感謝した。エピローグには登場していない。

### スタッフ
- 脚本 - 小原信治、川邊優子
- 演出 - 丸谷俊平、中島悟
- 音楽 - GRANDFUNK INC.
- 主題歌 - NEWS『「生きろ」』（ジャニーズ・エンタテイメント）
- チーフプロデューサー - 西憲彦
- プロデューサー - 櫨山裕子、秋元孝之
- 制作協力 - オフィスクレッシェンド
- 製作著作 - 日本テレビ
- アイパートナー (解説放送ナレーション) - 松井一憲

### 放送日程
| 各話                                                                       | 放送日  | ラテ欄                                                                | 視聴率 |
| -------------------------------------------------------------------------- | ------- | --------------------------------------------------------------------- | ------ |
| 第1話                                                                      | 7月15日 | 福本伸行原作 大金より友? 究極ゲームで人生逆転を目指す若者達の絆の物語 | 7.1%   |
| 第2話                                                                      | 7月22日 | 嘘を信じ50M落下!? 緊迫目隠しジャンプ                                  | 6.7%   |
| 第3話                                                                      | 7月29日 | 生還率25%決死ジャンプ! 完結編                                         | 6.3%   |
| 第4話                                                                      | 8月05日 | 三角部屋の謎を解け! 裏切りの水槽地獄                                  | 6.1%   |
| 第5話                                                                      | 8月12日 | 命がけ最終解答が感動の展開へ! 迷宮完結編                              | 7.9%   |
| 第6話                                                                      | 8月19日 | 正解か死か! 極悪クイズ司会者の罠を見抜け                              | 5.8%   |
| 第7話                                                                      | 8月26日 | アンカー完結編最凶司会Qに友情で逆転勝利                               | 8.3%   |
| 第8話                                                                      | 9月02日 | 鏖の魔女! 21人命の重圧…初の不正解に呆然                               | 5.3%   |
| 第9話                                                                      | 9月09日 | 最終勝者決定! 危険な天才中学生を止めろ!                               | 5.6%   |
| 第10話                                                                     | 9月16日 | 変則ポーカー最終決戦! 一千億の行方                                    | 6.8%   |
| 平均視聴率6.6%（視聴率はビデオリサーチ調べ、関東地区・世帯・リアルタイム） |         |                                                                       |        |

| 日本テレビ系 日曜ドラマ                     | 日本テレビ系 日曜ドラマ                         | 日本テレビ系 日曜ドラマ                      |
| 前番組                                      | 番組名                                          | 次番組                                       |
| ------------------------------------------- | ----------------------------------------------- | -------------------------------------------- |
| 崖っぷちホテル! （2018年4月15日 - 6月17日） | ゼロ 一獲千金ゲーム （2018年7月15日 - 9月16日） | 今日から俺は!! （2018年10月14日 - 12月16日） |